# Mari Mikkola

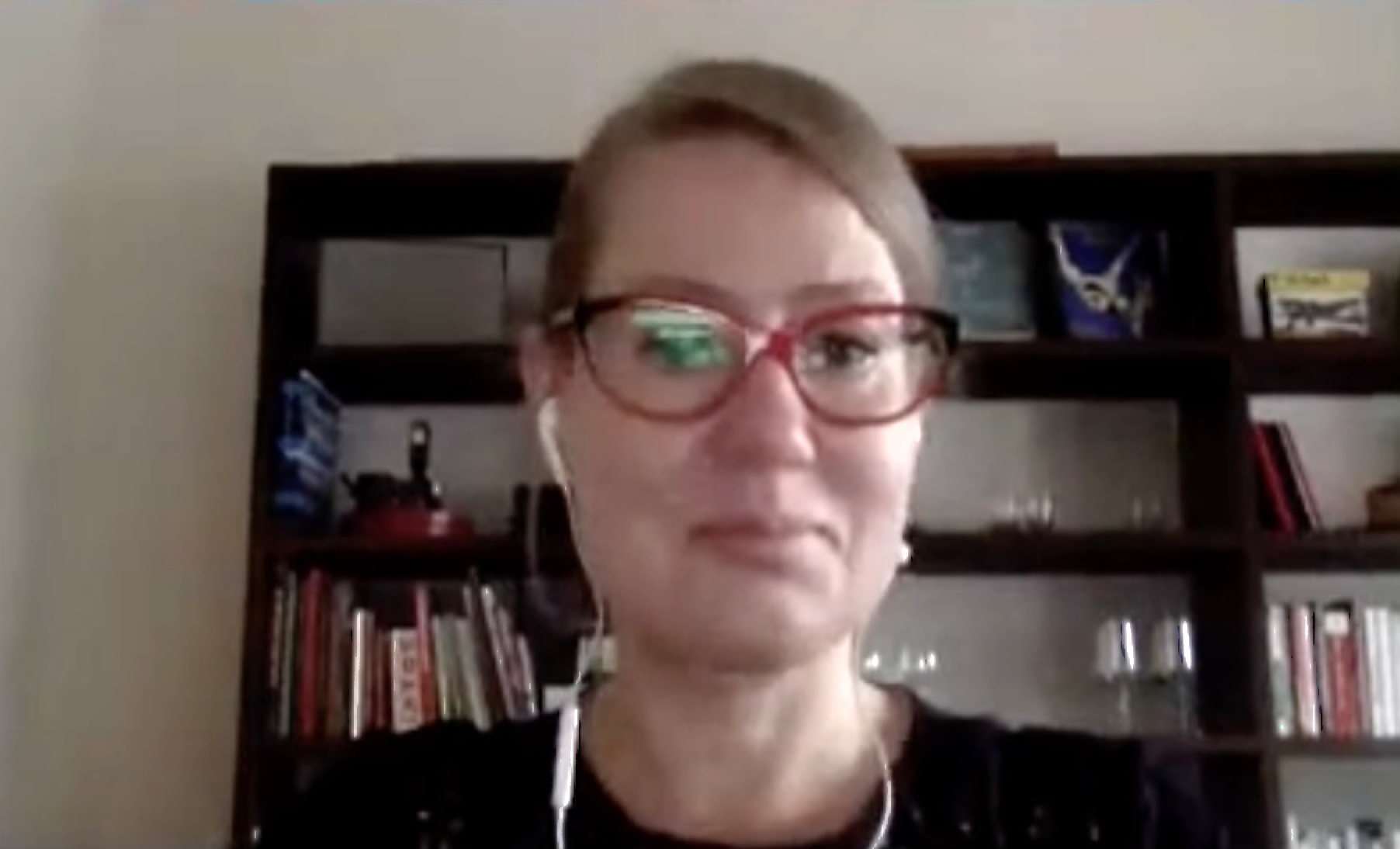
Mari Mikkola

Mari Mikkola (geboren 1977 in Liminka) ist eine finnische Philosophin und Professorin an der Universiteit van Amsterdam. Schwerpunkte ihrer Forschung und Publikationen sind feministische Philosophie und Pornografie.

## Akademischer Werdegang
Mari Mikkola wuchs in Nord-Finnland auf. In England studierte sie Philosophie und Politik an der Universität York und promovierte 2005 an der Universität Sheffield mit einer Arbeit über analytische feministische Philosophie. Sie war ab dem Wintersemester 2010 Juniorprofessorin für Praktische Philosophie an der Humboldt-Universität in Berlin, von 2016 bis 2017 mit einer befristeten Professur. Anschließend lehrte sie ab dem Wintersemester 2017 als Associate Professor Feministische Philosophie am Somerville College der University of Oxford. Sie wurde 2020 von der Universität von Amsterdam zum Professor für Philosophie ernannt. Der Lehrstuhl, den Mikkola innehat, ist Teil der Philosophischen Fakultät und konzentriert sich auf Metaphysik, Geschichte der Philosophie, nicht-westliche Philosophie und Wissenschaftstheorie.

## Forschung
Mikkolas wissenschaftliche Interessen liegen im Bereich Deutscher Idealismus, speziell die Philosophien von Kant und Hegel. Ihre Forschung konzentrierte sich zunächst auf die feministische Philosophie, insbesondere feministische Metaphysik und Gender. Neuere Arbeiten befassen sich mit philosophischen Debatten im Zusammenhang mit Pornografie, zu denen sie eine Reihe von Artikeln, Buchbeiträgen und eine Monografie veröffentlichte.

## Engagement
Mari Mikkola ist Mitbegründerin und Vorstandsvorsitzende des Vereins Society for Women in Philosophy Germany – Verein zur Förderung von Frauen in der Philosophie, in dem sich Philosophinnen im deutschsprachigen Raum vernetzen. Sie koordiniert mit Josep Corbi (University of Valencia) und Jesus Vega (Universidad Autónoma de Madrid) seit Sommer 2013 das Nomos Network for Applied Philosophy und war Mitherausgeberin des Journal of Social Ontology bei De Gruyter.

## Schriften
Monografien
- The Wrong of Injustice. Dehumanization and its Role in Feminist Philosophy. Oxford University Press 2016, ISBN 978-0-19-060108-9[7]
- Pornography. A Philosophical Introduction. Oxford University Press 2019, ISBN 978-0-19-064006-4

als Herausgeberin und Autorin
- Beyond Speech: Pornography and Analytic Feminist Philosophy. Oxford University Press 2017, ISBN 978-0-19-025791-0, auch veröffentlicht auf Oxford Scholarship Online, doi:10.1093/acprof:oso/9780190257910.001.0001[8]

Buchbeiträge (Auswahl)
- Is Everything Relative? Anti-realism, Truth and Feminism. In: Allan Hazlett (Hrsg.): New Waves in Metaphysics, Palgrave-Macmillan (2010)
- Ontological Commitments, Sex and Gender. In: Charlotte Witt (Hrsg.): Feminist Metaphysics, Springer (2011), ISBN 978-90-481-3782-4, S. 67–83
- Dehumanization. In: Thom Brooks: New Waves in Ethics, Palgrave Macmillan, London 2011, ISBN 978-0-230-23276-1, S. 128–149 (doi:10.1057/9780230305885_8)
- Der Begriff der Entmenschlichung und seine Rolle in der feministischen Philosophie. In: Hilge Landweer, Catherine Newmark u. a. (Hrsg.): Philosophie und die Potenziale der Gender Studies. Transcript Verlag, Bielefeld 2012, ISBN 978-3-8376-2152-5, S. 87–116
- Pornography, Art and Porno-Art. In: Hans Maes (Hrsg.) Pornographic Art and the Aesthetics of Pornography. Palgrave Macmillan, London 213, ISBN 978-1-349-34982-1, S. 27–42 (doi:10.1057/9781137367938_2)
- Feminist Metaphysics as Non-Ideal Metaphysics. In: Pieranna Garavaso (Hrsg.): The Bloomsbury Companion to Analytic Feminism, Bloomsbury Academic, London 2018, ISBN 978-1-4742-9778-3, S. 80–102
- The Function of Gender as a Historical Kind. In:  Rebekka Hufendiek et al. (Hrsg.): Social Functions in Philosophy, Routledge, New York, 2020, ISBN 978-1-138-35132-5
- Why Dehumanization is Distinct from Objectification. In: The Routledge Handbook of Dehumanization, hrsg. Maria Kronfeldner, Routledge, London/New York 2021, ISBN 978-1-138-58815-8, S. 326–340

Fachartikel
- Elizabeth Spelman, Gender Realism and Women. In: Hypatia (2006) Ausg. 21: 77–96.
- Contexts and Pornography. In: Analysis, Nr. 4, Oktober 2008, S. 316–320
- Gender Sceptics and Feminist Politics. In: Res Publica (2007) Ausg. 13: 361–380.
- Illocution, Silencing and the Act of Refusal. In: Pacific Philosophical Quarterly (2011) Ausg. 92: 415–437.
- Gender Concepts and Intuitions. In: Canadian Journal of Philosophy (2009) Ausg. 9, no. 4: 559–583.
- Kant on Moral Agency and Women's Nature. In: Kantian Review (2011) Ausg. 16: 89–111.
- Sex in Medicine: What Stands in the Way of Credibility? In: Topoi. An International Review of Philosophy, 36/2017, S. 479–488 doi:10.1007/s11245-015-9350-3
- Fixing pornography’s illocutionary force: Which context matters? In: Philosophical Studies. An International Journal for Philosophy in the Analytic Tradition (2019), doi:10.1007/s11098-019-01357-2

Lexikon-Artikel
- Feminist Perspectives on Sex and Gender. In: Stanford Encyclopedia of Philosophy. Überarbeitete Fassung von 2017[9]